# Hot Bird
Hot Bird – seria satelitów telekomunikacyjnych należących do konsorcjum Eutelsat znajdujących się na orbicie geostacjonarnej (nad równikiem). Satelity, których czas pracy dobiegł końca przesunięte zostały na tzw. orbitę cmentarną, znajduje się ona ponad orbitą geostacjonarną.
Satelity Hot Bird nadają sygnały stacji telewizyjnych i radiowych oraz świadczą szeroki zakres usług telekomunikacyjnych dla odbiorców głównie w Europie, Afryce Północnej i w zachodniej części Azji.
Od 1995 roku na orbicie znalazło się 10 satelitów nazwanych „Hot Bird”, jeden (Hot Bird 7) został zniszczony podczas nieudanego startu.
Satelity Hot Bird wielokrotnie zmieniały swoje nazwy oraz położenie na orbicie geostacjonarnej, czasami były również dzierżawione przez Eutelsat innym operatorom satelitarnym.

## Satelity serii Hot Bird
| Nazwa       | Data wystrzelenia   | Używane nazwy i zajmowane pozycje |
| ----------- | ------------------- | --- |
| Hot Bird 1  | 29 marca 1995       | pierwotna nazwa Eutelsat-2 F6X, pracował na 13°E, 15 sierpnia 2006 wycofany z użytku, umieszczony na orbicie cmentarnej                                                                   |
| Hot Bird 2  | 21 listopada 1996   | początkowa pozycja 13°E, od 2007 9°E (jako Eurobird 9), od 2009 48°E (W48), w marcu 2012 zmienił nazwę na Eutelsat 48A                                                                    |
| Hot Bird 3  | 2 września 1997     | początkowa pozycja 13°E, od 2006 10°E (jako Eurobird 10), od 2009 4°E (Eurobird 4), 76°E (Eutelsat W76), 75°E (Eutelsat W75/ABS-1B), w 2011 umieszczony na orbicie cmentarnej i wyłączony |
| Hot Bird 4  | 27 lutego 1998      | początkowa pozycja 13°E, od 2005 dzierżawiony jako Nilesat 103, przesunięty na 7°W, od 2006 Atlantic Bird 4, od 2009 16°E (Eurobird 16), od marca 2012 nosi nazwę Eutelsat 16B            |
| Hot Bird 5  | 9 października 1998 | początkowa pozycja 13°E, w 2006 przesunięty na pozycję 26°, a później na 25,5°E; używane nazwy: Eurobird 2, Arabsat 2D, Badr 2, Noorsat 1, od marca 2012 Eutelsat 25A                     |
| Hot Bird 6  | 21 sierpnia 2002    | pozycja 13°E, zmienił nazwę na Hot Bird 13A, od marca 2012 Eutelsat Hot Bird 13A |
| Hot Bird 7  | 11 listopada 2002   | został zniszczony podczas nieudanego pierwszego startu rakiety Ariane 5 ECA |
| Hot Bird 7A | 11 marca 2006       | zastąpił Hot Birda 1 na pozycji 13°E; od 2009 9°E (jako Eurobird 9A), od marca 2012 nosi nazwę Eutelsat 9A                                                                                |
| Hot Bird 8  | 4 sierpnia 2006     | pozycja 13°E, zmienił nazwę na Hot Bird 13B, od marca 2012 Eutelsat Hot Bird 13B |
| Hot Bird 9  | 20 grudnia 2008     | pozycja 13°E, zastąpił Hot Bird 7A, zmienił nazwę na Hot Bird 13C, od marca 2012 Eutelsat Hot Bird 13C                                                                                    |
| Hot Bird 10 | 12 lutego 2009      | początkowa pozycja 7°W (jako Atlantic Bird 4A), od 2011 3°E (Eutelsat 3C), obecnie 13°E (Eutelsat Hot Bird 13D)                                                                           |

## Kanały autorskie satelity Hot Bird
Hot Bird 4k Test – kanał nadawany od 23 lutego 2015, prezentujący materiały promocyjne w jakości 2160 z wykorzystaniem kodeka HEVC. W 2016 wystartował 2 kanał w rozdzielczości 4k.

## Odbiór w Polsce
Obecnie na pozycji 13°E znajdują się trzy aktywne satelity. Są to: Hot Bird 6 (Eutelsat Hot Bird 13A), Hot Bird 8 (Eutelsat Hot Bird 13B) i Hot Bird 9 (Eutelsat Hot Bird 13C). Transpondery tych satelitów nadają bardzo silny sygnał i w normalnych warunkach (przy dobrej pogodzie) do ich odbioru w Polsce wystarcza antena o średnicy ok. 60 centymetrów. Większość polskojęzycznych satelitarnych stacji telewizyjnych i radiowych jest nadawana z tych satelitów. Satelity z serii Hot Bird obecnie nie nadają żadnych programów telewizyjnych w systemie analogowym PAL, nadawane są jedynie programy cyfrowe.
Kąty ustawienia anteny:
| Miasto    | kąt elewacji A | kąt od południa B | kąt konwertera C |
| --------- | -------------- | ----------------- | ---------------- |
| Gdańsk    | 27,8           | 7,0               | 4                |
| Kielce    | 31,3           | 9,9               | 6                |
| Kołobrzeg | 28,1           | 3,2               | 2                |
| Kraków    | 32,2           | 9,0               | 6                |
| Lublin    | 30,7           | 12,0              | 7                |
| Rzeszów   | 31,9           | 11,7              | 7                |
| Warszawa  | 29,8           | 10,1              | 6                |
| Wrocław   | 31,4           | 5,2               | 3                |

### Platformy cyfrowe
Wśród programów polskojęzycznych na satelitach Hot Bird znajdują się również programy platform cyfrowych:
- Canal+ (system kodowania: Mediaguard 4, Nagravision 3, Conax CAS7), powstała po połączeniu Cyfra+ i N
- Polsat Box (Cyfrowy Polsat) (system kodowania: Nagravision 3, Irdeto 3)
- Orange TV (system kodowania: Viaccess 3.0 i 5.0)

Platformy zagraniczne:
- włoska Sky Italia (system kodowania: Videoguard)
- francuski AB Sat (system kodowania: Cryptoworks, Viaccess 2.3 i 2.5, Mediaguard 2)
- GlobeCast (system kodowania: Conax, Cryptoworks, Irdeto 2, Mediaguard 2, Nagravision 2, Viaccess 2.3, 2.4 i 2.5)
- grecka Nova (system kodowania: Irdeto 2)

Częstotliwości używane przez polskich nadawców:
| tp. | częstotliwość [GHz] | 2001             | 2002                   | 03                  | 04                  | 05                  | 06                  | 07                  | 08                  | 09                  | 10                  | 11                  | 12                  | 13                  | 14                  | 15                  | 16                  | 17                  | 18             | uwagi |
| --- | ------------------- | ---------------- | ---------------------- | ------------------- | ------------------- | ------------------- | ------------------- | ------------------- | ------------------- | ------------------- | ------------------- | ------------------- | ------------------- | ------------------- | ------------------- | ------------------- | ------------------- | ------------------- | -------------- | --- |
| 110 | 10,719              |                  | Cyfra+                 | Cyfra+              | Cyfra+              | Cyfra+              | Cyfra+              | Cyfra+              | Cyfra+              | Cyfra+              | Cyfra+              | Cyfra+              | Cyfra+              | nc+                 | nc+                 | nc+                 | nc+                 | nc+                 | nc+            | Od 4.04.2017 w DVB-S2                                                                                                   |
| 112 | 10,758              |                  |                        | TPS                 | TPS                 | TPS                 | TPS                 | TPS                 | TPS                 | Cyfrowy Polsat      | Cyfrowy Polsat      | Cyfrowy Polsat      | Cyfrowy Polsat      | Cyfrowy Polsat      | Cyfrowy Polsat      | Cyfrowy Polsat      | Cyfrowy Polsat      | Cyfrowy Polsat      | Cyfrowy Polsat | Od 2012 w DVB-S2 |
| 114 | 10,796              |                  |                        | TPS                 | TPS                 | TPS                 | TPS                 | TPS                 | TPS                 | Cyfra+              | Cyfra+              | Cyfra+              | Cyfra+              | nc+                 | nc+                 | nc+                 | nc+                 | nc+                 | nc+            | Od 1.10.2015 w DVB-S2                                                                                                   |
| 116 | 10,834              |                  | TPS                    | TPS                 | TPS                 | TPS                 | TPS                 | TPS                 | TPS                 | N                   | N                   | N                   | N                   | nc+                 | nc+                 | nc+                 | nc+                 | nc+                 | nc+            | Od 1.04.2009 w DVB-S2                                                                                                   |
| 119 | 10,892              |                  | Cyfra+                 | Cyfra+              | Cyfra+              | Cyfra+              | Cyfra+              | Cyfra+              | Cyfra+              | Cyfra+              | Cyfra+              | Cyfra+              | Cyfra+              | nc+                 | nc+                 | nc+                 | nc+                 | nc+                 | nc+            | Od 4.04.2017 w DVB-S2                                                                                                   |
| 120 | 10,911              | TPS              | TPS                    | TPS                 | TPS                 | TPS                 | TPS                 | TPS                 | TPS                 | TPS                 | Tp                  | Tp                  | Cyfrowy Polsat      | Cyfrowy Polsat      | Cyfrowy Polsat      | Cyfrowy Polsat      | Cyfrowy Polsat      | Cyfrowy Polsat      | Cyfrowy Polsat | Od 09.2009 w DVB-S2 |
| 128 | 11,075              |                  |                        | ARTE                |                     | MTV Networks Europe | MTV Networks Europe | MTV Networks Europe | MTV Networks Europe | MTV Networks Europe | MTV Networks Europe | MTV Networks Europe | MTV Networks Europe | MTV Networks Europe | MTV Networks Europe | MTV Networks Europe | MTV Networks Europe | MTV Networks Europe |                | 2003 PAL, od 2005 w DVB-S Od 12.09.2016 w DVB-S2, od 6.11.2017 w DVB-S, a właścicielem stał się Globecast               |
| 130 | 11,177              |                  |                        |                     |                     |                     |                     |                     |                     |                     |                     |                     |                     |                     |                     |                     |                     | GlobeCast           | Cyfrowy Polsat | Do 07,2017 w DVB-S, Od 1,07,2018 w DVB-S2                                                                               |
| 132 | 11,158              |                  | DW (Deutsche Welle)    | DW (Deutsche Welle) | DW (Deutsche Welle) | Cyfrowy Polsat      | Cyfrowy Polsat      | Cyfrowy Polsat      | Cyfrowy Polsat      | Cyfrowy Polsat      | Cyfrowy Polsat      | Cyfrowy Polsat      | Cyfrowy Polsat      | Cyfrowy Polsat      | Cyfrowy Polsat      | Cyfrowy Polsat      | Cyfrowy Polsat      | Cyfrowy Polsat      | Cyfrowy Polsat | do 2.01.2005 Pal, 2005-2015 DVB-S, od 1.10.2015 w DVB-S2                                                                |
| 133 | 11,178              | TVN 24           | TVN 24                 |                     |                     |                     |                     |                     |                     |                     |                     |                     |                     |                     |                     |                     |                     |                     |                | TVN 24 nadawany w PAL-u.                                                                                                |
| 3   | 11,258              |                  |                        | Kabel Deutschland   |                     |                     | N                   | N                   | N                   | N                   | N                   | N                   | N                   | nc+                 | nc+                 | nc+                 | nc+                 | nc+                 |                | Od 2006 w DVB-S2, 5,09,2017 transponder został wyłączony                                                                |
| 4   | 11,278              |                  |                        | Cyfra+              | Cyfra+              | Cyfra+              | Cyfra+              | Cyfra+              | Cyfra+              | Cyfra+              | Cyfra+              | Cyfra+              | Cyfra+              | nc+                 | nc+                 | nc+                 | nc+                 | nc+                 | nc+            | Od 2008 w DVB-S2 |
| 7   | 11,334              |                  | Polsat 2 international |                     |                     |                     |                     |                     |                     |                     |                     |                     |                     |                     | Hot Bird            | Hot Bird            | Hot Bird            |                     |                | Do 31.10.2002 PAL |
| 10  | 11,393              |                  | TVN                    | TVN                 | TVN                 | TVN                 | TVN                 | TVN                 | TVN                 | TVN                 | TVN                 | TVN                 | TVN                 | TVN                 | TVN                 | TVN                 | TVN                 | TVN                 | TVN            | Od 11.2016 w DVB-S2 |
| 11  | 11,411              | Polsat           | TV 4 (Polska)          | TV 4 (Polska)       | TV 4 (Polska)       | TV 4 (Polska)       | Eutelsat            | Eutelsat            | Eutelsat            | Eutelsat            | Eutelsat            | Cyfra+              | Cyfra+              | nc+                 | nc+                 | nc+                 | nc+                 | nc+                 | nc+            | Do 2001 Polsat w Pal, do 2005 TV 4 w Pal, od 2005 do 2011 wykorzystywany przez Eutelsat w DVB-S, od 17.10.2011 w dvb-S2 |
| 13  | 11,449              |                  | TV Polonia             | TV Polonia          | TV Polonia          | TV Polonia          | N                   | N                   | N                   | N                   | N                   | N                   | N                   | nc+                 | nc+                 | nc+                 | nc+                 | nc+                 | nc+            | do 1.11.2005 PAL, od 2006 w DVB-S2                                                                                      |
| 14  | 11,470              |                  | TVN                    | TVN                 | TVN                 | TVN                 | TVN                 |                     |                     |                     |                     |                     |                     |                     |                     |                     |                     |                     |                | |
| 15  | 11,487              | RTL 7 (TVN 7)    | Cyfra+                 | Cyfra+              | Cyfra+              | Cyfra+              | Cyfra+              | Cyfra+              | Cyfra+              | Cyfra+              | Cyfra+              | Cyfra+              | Cyfra+              | nc+                 | nc+                 | nc+                 | nc+                 | nc+                 | nc+            | Do 2002 RTL7 (dziś TVN 7) potem DVB-S, od 1.10.2015 w DVB-S2                                                            |
| 16  | 11,508              |                  |                        | RAITRE              |                     |                     | TVN                 | TVN                 | TVN                 | TVN                 | TVN                 | TVN                 | TVN                 | TVN                 | TVN                 | TVN                 | TVN                 | TVN                 | TVN            | od 2008 do 2013 w DVB-S, od 01.2013 w DVB-S2                                                                            |
| 65  | 12,015              |                  |                        |                     | ART                 |                     |                     |                     |                     |                     |                     |                     |                     |                     |                     |                     | Eutelsat            | Cyfrowy Polsat      | Cyfrowy Polsat | Od 27,09,2017 w DVb-S2                                                                                                  |
| 74  | 12,188              | OTE              | OTE                    | OTE                 |                     |                     | Cyfrowy Polsat      | Cyfrowy Polsat      | Cyfrowy Polsat      | Cyfrowy Polsat      | Cyfrowy Polsat      | Cyfrowy Polsat      | Cyfrowy Polsat      | Cyfrowy Polsat      | Cyfrowy Polsat      | Cyfrowy Polsat      | Cyfrowy Polsat      | Cyfrowy Polsat      | Cyfrowy Polsat | od 11.2005 do 1.10.2015 w DVB-S, od 1.10.2015 w DVB-S2                                                                  |
| 78  | 12,264              | Deutsche Telecom |                        |                     |                     |                     |                     |                     | Cyfrowy Polsat      | Cyfrowy Polsat      | Cyfrowy Polsat      | Cyfrowy Polsat      | Cyfrowy Polsat      | Cyfrowy Polsat      | Cyfrowy Polsat      | Cyfrowy Polsat      | Cyfrowy Polsat      | Cyfrowy Polsat      | Cyfrowy Polsat | od 2008 w DVB-S2 |
| 79  | 12,284              |                  |                        | ERT-SAT             |                     |                     | Cyfrowy Polsat      | Cyfrowy Polsat      | Cyfrowy Polsat      | Cyfrowy Polsat      | Cyfrowy Polsat      | Cyfrowy Polsat      | Cyfrowy Polsat      | Cyfrowy Polsat      | Cyfrowy Polsat      | Cyfrowy Polsat      | Cyfrowy Polsat      | Cyfrowy Polsat      | Cyfrowy Polsat | 2003 PAL, od 11.2005 do 1.10.2015 w DVB-S, od 1.10.2015 w DVB-S2                                                        |
| 81  | 12,322              |                  | Cyfrowy Polsat         | Cyfrowy Polsat      | Cyfrowy Polsat      | Cyfrowy Polsat      |                     |                     |                     |                     |                     |                     |                     |                     |                     |                     |                     |                     |                | |
| 83  | 12,360              |                  | Cyfrowy Polsat         | Cyfrowy Polsat      | Cyfrowy Polsat      | Cyfrowy Polsat      |                     |                     |                     |                     | Sky Italia          | Sky Italia          | Sky Italia          | Sky Italia          | Sky Italia          | Sky Italia          | Sky Italia          | Sky Italia          |                | |
| 89  | 12,475              |                  |                        |                     |                     |                     |                     |                     |                     |                     | Tp                  | Tp                  | Tp                  |                     |                     |                     |                     |                     |                | od 1.10.2009 do 2.08.2012 w DVB-S2                                                                                      |

W 1998 TP S.A. testowała cyfrowy przekaz kanałów polskich i zagranicznych z 81 transpondera o częstotliwości 12,322 H.
Do 21.11.2001 na częstotliwości 11516 w PAL nadawany był polski Canal+.
Do 03.2002 na częstotliwości 11492 w PAL nadawany był TVN 7 (wcześniej też RTL 7).
Od 1.01.2009 do 1.04.2009 platforma N używała tp. 53 o częstotliwości 11,785 pracujący w DVB-S2.